# Wilhelm Kentmann (Theologe, 1924)
Wilhelm Kentmann (* 28. Juni 1924 in Reval, Estland; † 30. Oktober 2010 in Saarbrücken) war ein deutscher evangelischer Pfarrer und Beauftragter der evangelischen Kirchen in Rheinland-Pfalz.

## Leben

### Familie
Wilhelm Kentmann entstammte einer deutsch-baltischen Pastorendynastie und war ein Sohn des Superintendenten Kurt Hans Kentmann (1893–1976) und dessen Ehefrau Erika Juliane Baronesse von Engelhardt (1883–1968).
Sein Großvater väterlicherseits, Wilhelm Kentmann (1861–1938), dessen Bruder Friedrich Kentmann (1878–1953) und deren Vater Woldemar Friedrich Kentmann (1833–1901) waren ebenfalls Pastoren.

### Werdegang
Von 1942 bis 1945 leistete er Kriegsdienst und absolvierte anschließend ein Studium der Theologie an der Philipps-Universität Marburg und der Eberhard Karls Universität Tübingen. In Marburg war er Mitbegründer der „Corona Dorpatensis“. Im Oktober 1950 wurde er zum Stadtvikar in Speyer ernannt, wo er bis 1953 tätig war. Mit Jahresbeginn 1954 trat er die Stelle des Pfarrers in Rehborn an und wechselte nach seiner Ernennung zum Dekan (September 1961) als zweiter Pfarrer zur Stadtkirche in Homburg. 
1963 wurde er zum Beauftragten der Evangelischen Kirche der Pfalz für das Saarland ernannt.
Zehn Jahre später wurde er Beauftragter der drei Evangelischen Kirchen in Rheinland-Pfalz (Evangelische Kirche in Hessen und Nassau, Evangelische Kirche im Rheinland und Evangelische Kirche der Pfalz) bei der Landesregierung in Mainz.
Von 1973 bis 1979 hatte er ein Mandat für die Landessynode.
Am 9. Mai 1982 wurde er zum Kirchenrat ernannt und zudem Beauftragter der rheinischen und pfälzischen Landeskirchen bei der Saarländischen Landesregierung.
Auf der 25. Bundestagung des evangelischen Arbeitskreises der CDU/CSU im Mai 1982 in Mainz sprach Kentmann das Geistliche Wort.
Bis zuletzt nahm er in Begleitung des heutigen Beauftragten, Frank-Matthias Hoffmann, an den Synoden teil. 
1989 wurde er emeritiert und engagierte sich weiterhin im evangelischen Seniorenwerk der Pfalz und für die evangelische Kirche in Tallin.
Er wurde auf eigenen Wunsch im engsten Kreise in Homburg beigesetzt.

### Auszeichnungen
- 1982 Bundesverdienstkreuz 1. Klasse

## Werke
- Wilhelm Kentmann: Zur Vorgeschichte der Dorpatensen. In: Jahrbuch des baltischen Deutschtums. 1959, S. 89–94.